# Ĥ
Cette page contient des caractères spéciaux ou non latins. S’ils s’affichent mal (▯, ?, etc.), consultez la page d’aide Unicode.
Ĥ (minuscule : ĥ), appelé H accent circonflexe, est une lettre additionnelle latine, utilisée dans l’écriture du bassari, du dena’ina, de l’espéranto, du kryz, du vosgien et dans certaines orthographes du jargon chinook.
Il s’agit de la lettre H diacritée d’un accent circonflexe.

## Utilisation
En espéranto, Ĥ est la onzième lettre de l’alphabet (entre H et I) et représente le son /x/. En cas d’impossibilité d’utiliser cette lettre (par exemple si elle n’est pas disponible sur le clavier), elle peut être remplacée par hh (comme préconisé dans le Fundamento de Esperanto) ou hx.
Ĥ est la lettre la moins fréquente de l’espéranto, la plupart du temps utilisée comme équivalent du chi grec. Dans de nombreux mots, elle a été remplacée par K : kemio est maintenant plus courant que ĥemio. Il reste cependant quelques mots toujours utilisés avec Ĥ, principalement des mots qui ne sont pas d’origine grecque, ou pour éviter les confusions : ĉeĥo (« Tchèque »), ĥoro (« chœur ») et eĥo (« écho ») sont des mots distincts de ĉeko (« chèque »), koro (« cœur ») et eko (« commencement »).
Dans l'alphabet du bassari (onyan) au Sénégal, ĥ note la consonne h nasalisée. C'est une alternative à h̃.
Le ĥ est utilisé dans l’orthographe jargon chinook de George Lang, une forme révisée de l’orthographe de Demers, Blanchet et St-Onge, remplaçant leur lettre h tronquée, représentant une consonne fricative vélaire ou uvulaire.

## Représentations informatiques
Le H accent circonflexe peut être représenté avec les caractères Unicode suivants :
- précomposé (latin étendu B) :

| forme     | représentation | chaîne de caractères | point de code | description                                  |
| --------- | -------------- | -------------------- | ------------- | -------------------------------------------- |
| capitale  | Ĥ              | Ĥ                    | U+0124        | lettre majuscule latine h accent circonflexe |
| minuscule | ĥ              | ĥ                    | U+0125        | lettre minuscule latine h accent circonflexe |

- décomposé (latin de base, diacritiques) :

| forme     | représentation | chaîne de caractères | point de code | description                                              |
| --------- | -------------- | -------------------- | ------------- | -------------------------------------------------------- |
| capitale  | Ĥ              | H◌̂                   | U+0048 U+0302 | lettre majuscule latine h diacritique accent circonflexe |
| minuscule | ĥ              | h◌̂                   | U+0068 U+0302 | lettre minuscule latine h diacritique accent circonflexe |

Des anciens codages informatiques permettent aussi de représenter le H accent circonflexe ISO/CEI 8859-3 :
- capitale Ĥ : A6
- minuscule ĥ : B6

## Sources
- « Oniyan written with Latin script », sur ScriptSource
- (en) George Lang, Making Wawa: The Genesis of Chinook Jargon, UBC Press, 2009, 432 p. (ISBN 978-0774815277)
- James Winters, Patricia Winters et Blaise Endega Bidiar, L’orthographe du bassari, 2003 (présentation en ligne, lire en ligne)